# Троски (жуки)
Троски (лат. Trixagus) — род насекомых отряда жесткокрылых.
Голова у представителей этого рода располагается вертикально; усики короткие с трехчленистой булавой; переднегрудь снизу с 2 углублениями, в которые могут вкладываться усики; щиток кпереди суживается, сзади с двумя вырезками; лапки длинные нитевидные. Род троски заключает в себе мелких жуков, по внешнему виду напоминающих жуков щелкунов (Elateridae) и так же, как эти последние, представляющихся мертвыми, если до них дотронуться; положенные на спину, они подпрыгивают. Личинки несколько похожи на личинок златок (Buprestidae). Как самые жуки, так и личинки живут в гнилом дереве. В Европе встречается несколько видов тросков, из которых наиболее обыкновенен Trixagus dermestoides.

## Виды
- Trixagus algiricus
- Trixagus angulatus
- Trixagus asiaticus
- Trixagus astruci
- Trixagus atticus
- Trixagus bachofeni
- Trixagus baluchicus
- Trixagus carinifrons
- Trixagus chinensis
- Trixagus dermestoides
- Trixagus difficilis
- Trixagus duvalii
- Trixagus elateroides
- Trixagus exul
- Trixagus gauthieri
- Trixagus gracilis
- Trixagus latior
- Trixagus lesegneuri
- Trixagus maai
- Trixagus mesopotamicus
- Trixagus micado
- Trixagus minutus
- Trixagus moderatus
- Trixagus niger
- Trixagus obtusus
- Trixagus orientalis
- Trixagus ovalis
- Trixagus penicillus
- Trixagus perversus
- Trixagus rougeti
- Trixagus schenklingi
- Trixagus simplicifrons
- Trixagus syriacus
- Trixagus turkestanus
- †Trixagus majusculus